# Kris King
Kristopher King (né le 18 février 1966 à Bracebridge, dans la province de l'Ontario, au Canada) est un joueur professionnel canadien de hockey sur glace qui évoluait au poste d'ailier gauche.

## Biographie
Après deux saisons dans la Ligue de hockey de l'Ontario avec les Petes de Peterborough, King est choisi en 80e position du repêchage d'entrée dans la LNH 1986 par les Capitals de Washington. Il joue encore deux ans dans la ligue junior avant de faire ses débuts professionnels avec les Whalers de Binghamton dans la Ligue américaine de hockey. L'année suivante, il signe comme agent libre avec les Red Wings de Détroit. Il est échangé en 1989 aux Rangers de New York contre Chris McRae et un choix de 5e ronde au repêchage de 1990. En décembre 1992, il est échangé aux Jets de Winnipeg avec Tie Domi contre Ed Olczyk. Lors de la saison 1995-1996, il est nommé capitaine de l'équipe et remporte le trophée King-Clancy remis au joueur de hockey sur glace ayant démontré le meilleur exemple de leadership et ayant le plus contribué à la société. Il suit son équipe à Phoenix lors de la relocalisation des Jets. Il signe avec les Maple Leafs de Toronto en 1999 puis avec les Blackhawks de Chicago en 2000 avant d'annoncer sa retraite en décembre.
Kris King rejoint en 2001 la Ligue nationale de hockey dont il devient vice-président des opérations hockey.

## Statistiques
| Saison     | Équipe                    | Ligue      |     | Saison régulière | Saison régulière | Saison régulière | Saison régulière | Saison régulière |   | Séries éliminatoires | Séries éliminatoires | Séries éliminatoires | Séries éliminatoires | Séries éliminatoires |
| Saison     | Équipe                    | Ligue      | PJ  | B                | A                | Pts              | Pun              | PJ               | B | A                    | Pts                  | Pun                  |                      |                      |
| 1982-1983  | Indians de Gravenhurst    | ON-Jr.C    | 32  | 72               | 53               | 125              | 115              |                  |   |                      |                      |                      |                      |                      |
| 1983-1984  | Petes de Peterborough     | LHO        | 62  | 13               | 18               | 31               | 168              | 8                | 3 | 3                    | 6                    | 14                   |                      |                      |
| 1984-1985  | Petes de Peterborough     | LHO        | 61  | 18               | 35               | 53               | 222              | 16               | 2 | 8                    | 10                   | 28                   |                      |                      |
| 1985-1986  | Petes de Peterborough     | LHO        | 58  | 19               | 40               | 59               | 254              | 8                | 4 | 0                    | 4                    | 21                   |                      |                      |
| 1986-1987  | Petes de Peterborough     | LHO        | 46  | 23               | 33               | 56               | 160              | 12               | 5 | 8                    | 13                   | 41                   |                      |                      |
| 1986-1987  | Whalers de Binghamton     | LAH        | 7   | 0                | 0                | 0                | 18               |                  |   |                      |                      |                      |                      |                      |
| 1987-1988  | Red Wings de Détroit      | LNH        | 3   | 1                | 0                | 1                | 2                |                  |   |                      |                      |                      |                      |                      |
| 1987-1988  | Red Wings de l'Adirondack | LAH        | 76  | 21               | 32               | 53               | 337              | 10               | 4 | 4                    | 8                    | 53                   |                      |                      |
| 1988-1989  | Red Wings de Détroit      | LNH        | 55  | 2                | 3                | 5                | 168              | 2                | 0 | 0                    | 0                    | 2                    |                      |                      |
| 1989-1990  | Rangers de New York       | LNH        | 68  | 6                | 7                | 13               | 286              | 10               | 0 | 1                    | 1                    | 38                   |                      |                      |
| 1990-1991  | Rangers de New York       | LNH        | 72  | 11               | 14               | 25               | 154              | 6                | 2 | 0                    | 2                    | 36                   |                      |                      |
| 1991-1992  | Rangers de New York       | LNH        | 79  | 10               | 9                | 19               | 224              | 13               | 4 | 1                    | 5                    | 14                   |                      |                      |
| 1992-1993  | Rangers de New York       | LNH        | 30  | 0                | 3                | 3                | 67               |                  |   |                      |                      |                      |                      |                      |
| 1992-1993  | Jets de Winnipeg          | LNH        | 48  | 8                | 8                | 16               | 136              | 6                | 1 | 1                    | 2                    | 4                    |                      |                      |
| 1993-1994  | Jets de Winnipeg          | LNH        | 83  | 4                | 8                | 12               | 205              |                  |   |                      |                      |                      |                      |                      |
| 1994-1995  | Jets de Winnipeg          | LNH        | 48  | 4                | 2                | 6                | 85               |                  |   |                      |                      |                      |                      |                      |
| 1995-1996  | Jets de Winnipeg          | LNH        | 81  | 9                | 11               | 20               | 151              | 5                | 0 | 1                    | 1                    | 4                    |                      |                      |
| 1996-1997  | Coyotes de Phoenix        | LNH        | 81  | 3                | 11               | 14               | 185              | 7                | 0 | 0                    | 0                    | 17                   |                      |                      |
| 1997-1998  | Maple Leafs de Toronto    | LNH        | 82  | 3                | 3                | 6                | 199              |                  |   |                      |                      |                      |                      |                      |
| 1998-1999  | Maple Leafs de Toronto    | LNH        | 67  | 2                | 2                | 4                | 105              | 17               | 1 | 1                    | 2                    | 25                   |                      |                      |
| 1999-2000  | Maple Leafs de Toronto    | LNH        | 39  | 2                | 4                | 6                | 55               | 1                | 0 | 0                    | 0                    | 2                    |                      |                      |
| 1999-2000  | Wolves de Chicago         | LIH        | 15  | 2                | 4                | 6                | 19               |                  |   |                      |                      |                      |                      |                      |
| 2000-2001  | Blackhawks de Chicago     | LNH        | 13  | 1                | 0                | 1                | 8                |                  |   |                      |                      |                      |                      |                      |
| Totaux LNH | Totaux LNH                | Totaux LNH | 849 | 66               | 85               | 151              | 2 030            | 67               | 8 | 5                    | 13                   | 142                  |                      |                      |